# Tiffany Géroudet

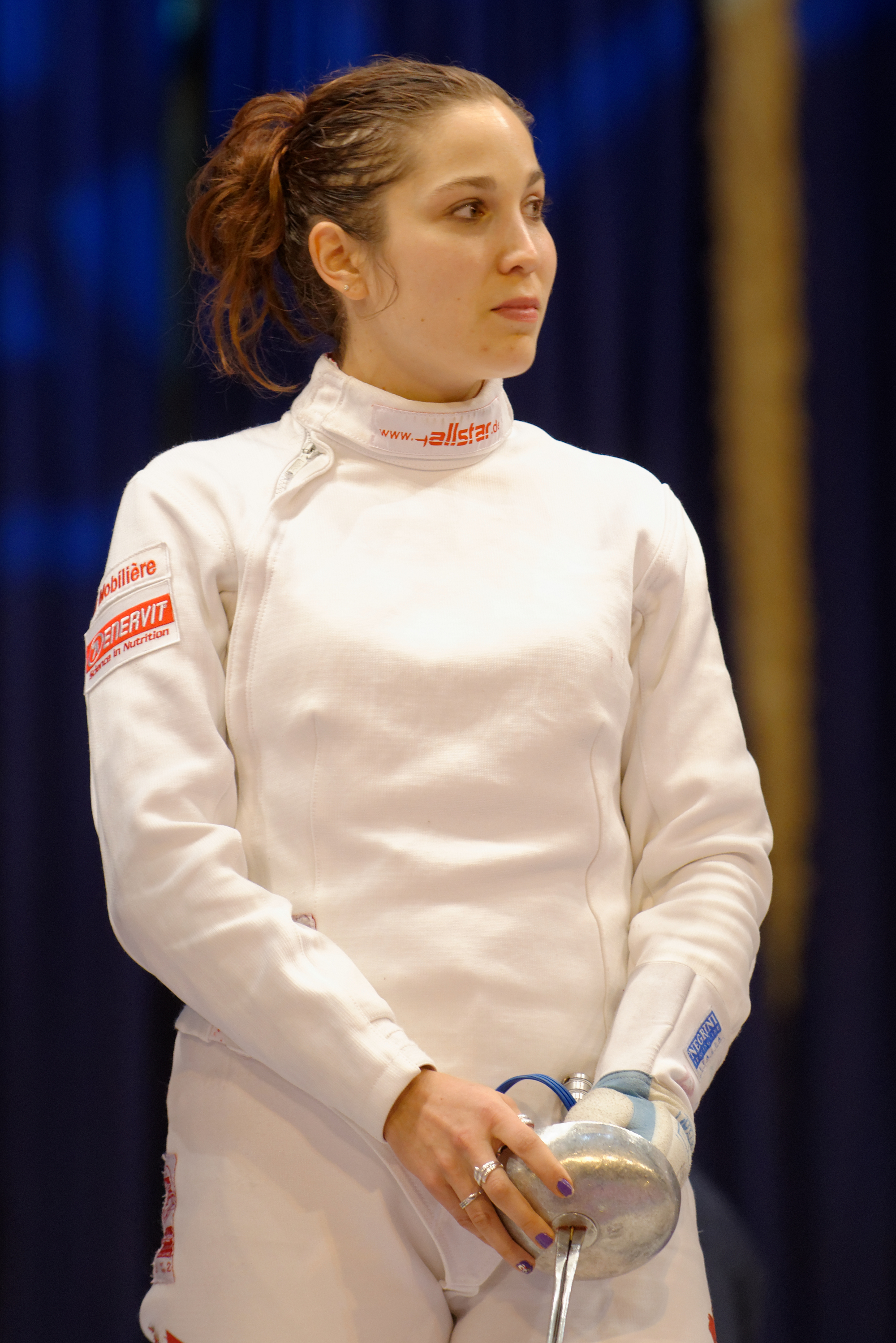
Challenge International de Saint-Maur 2013

Tiffany Géroudet (* 3. September 1986 in Sitten) ist eine Schweizer Degenfechterin.

## Erfolge
Im Jahr 2004 erfocht Tiffany Géroudet einen zweiten Platz bei einem Junior-Weltcup-Turnier in Dijon. Am Ende des Jahres erhielt sie bei den Junioreneuropameisterschaften in Espinho Bronze sowohl im Einzel als auch mit der Schweizer Mannschaft.
2005 holte sie einen ersten, einen zweiten und einen dritten Platz bei Satellitenturnieren für Junioren, mit der Mannschaft gewann sie die Juniorenweltmeisterschaften in Linz und erreichte den zweiten Platz der Junioreneuropameisterschaften in Tapolca.
2006 wurde Géroudet Juniorenweltmeisterin in Taebaek. Danach startete sie bei den Senioren.
2009 errang Géroudet bei der Europameisterschaft in Plovdiv Bronze mit der Mannschaft.
2011 wurde sie erst Schweizer Meisterin in Florimont/Chissiez; danach bei den Fechteuropameisterschaften in Sheffield besiegte sie nacheinander die Favoritinnen Laura Flessel, Nathalie Moellhausen und Britta Heidemann und wurde dadurch als bisher einzige Schweizerin Europameisterin.
2012 wurde sie erneut Schweizer Meisterin in Biel/Bienne und nahm an den Olympischen Spielen in London teil. Nach einem Sieg gegen Magdalena Piekarska schied sie gegen die spätere Bronzemedaillengewinnerin Sun Yujie aus und belegte den vierzehnten Platz.
Ihre jüngere Schwester Justine ficht ebenfalls.